# Josef Quaisser

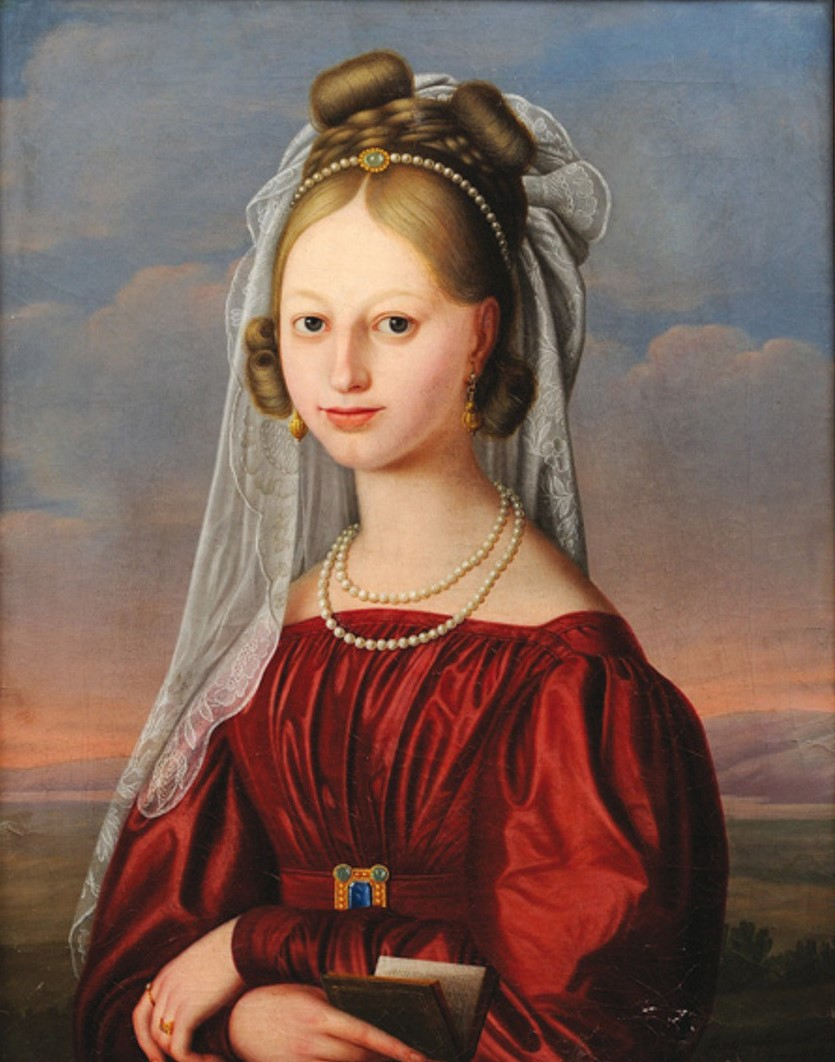
Josef Quaisser: Portrét dámy

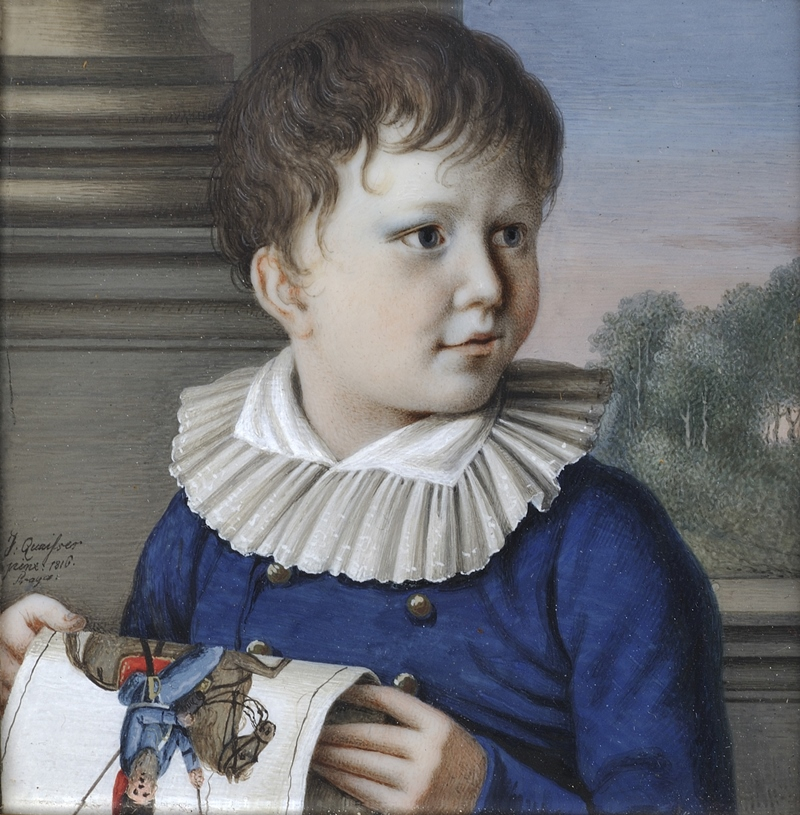
Josef Quaisser: Eduard Clam-Gallas (1816)

Josef Quaisser (1776 nebo 1777 Žibřidice nebo Vratislavice nad Nisou – 1. června 1845 Praha) byl český malíř, karikaturista, litograf, pedagog a teoretik umění.

## Život
Místo a datum narození nejsou přesně doloženy, uvádí se rok 1776 nebo 1777, místo narození Žibřidice (Seifersdorf) nebo Vratislavice nad Nisou. (V matrice narozených Žibřidice je zapsán 15. dubna 1776 jako pokřtěný Joannes Josephus Quayser, syn Antonia Quaysera a jeho manželky Anny Barbary; není zřejmé, zda jde o stejnou osobu.)
Byl syn truhláře, rodina v jeho dětství přesídlila do Andělské Hory u Bruntálu. Jako stipendista hraběte Kristiána Kryštofa Clam-Gallase studoval čtyři roky malířství na drážďanské Akademii. Od roku 1802 údajně studoval na pražské Akademii, kde byl žákem Josefa Berglera (další bádání tento údaj zpochybňují, Berglerův vliv na Quaissera a jejich osobní kontakt však považují za zřejmé).
Se stálou podporou Clam-Gallasovy rodiny bydlel v Praze ve třetím patře Clam-Gallasova paláce[nepřesný odkaz], kde byl pro svůj asketický život nazýván Clamovský poustevník a na zámku ve Frýdlantu. Zemřel v Praze.

## Dílo

### Portréty
Josef Quaisser maloval především portréty členů rodu Clam–Gallasů.
- Portrét hraběte Christiana Clam-Gallase
- Portrět hraběte Kristiána z Valdštejna

### Oltářní obrazy
Pro kostel svaté Máří Magdalény ve Frýdlantu–Větrově vytvořil v roce 1821 portrét jeho patronky. Je autorem obrazů na postranních oltářích kostela svatého Vavřince v Jezvé Sen svatého Josefa, Svatý Kristián, arcibiskup z Antiochie, klečící před oltářem, obrazu Svatý Michal v kostele svatého Michaela archanděla v Bulovce, dále např. hlavního oltářního obrazu svaté Barbory pro Kostel svaté Barbory v Rynolticích.

### Grafika
Josef Quaisser byl autorem mědirytin, litografií a leptů. Vytvořil několik desítek litografických portrétů slavných osobností, a také karikatur. Například:
- Portrét hraběte Christiana Clam-Gallase
- Portrét hraběnky Clam-Gallasové
- Portrét Josefa Berglera (1823)
- Portrét Johanna Gottfrieda Herdera (1824)

### Teoretické práce
- Anleitung zum Kopf- und Figurenzeichnen (česky: Úvod do kreslení hlavy a postavy), (vydáno 1831).[1]
- Bildnisse der vorzüglichsten deutscher Dichter und Schriftsteller.[6]

## Zastoupení ve sbírkách
Díla Josefa Quaissera jsou ve sbírkách Oblastní galerie v Liberci, Oblastní galerie Vysočiny v Jihlavě a Památníku národního písemnictví.